# Johannes van Neck
Johannes van Neck (ca. 1380 – Utrecht, 21 december 1448) was een dominicaanse prior en staatsman. Hij diende het Hof van Holland en was de secretaris en raadsheer van zowel Jacoba van Beieren als Filips de Goede.

## Biografie
Johannes ontving omstreeks 1400 het ordekleed in het Dominicanenklooster te Haarlem. In 1420 werd hij prior te 's-Gravenhage, waar hij al snel met aalmoezen van de burgerij het door brand verwoeste klooster heeft heropgebouwd. Ook aan het grafelijk hof stond hij hoog in aanzien. Johannes werd al vroeg secretaris van gravin Jacoba van Beieren.
Johannes Van Neck, Jan II van Montfoort en Lodewijk van Montfoort zaten in 1428 namens Jacoba aan de onderhandelingstafel met het kamp van Filips de Goede, die Van Neck gepoogd heeft om te kopen met zes zilveren kopjes. De onderhandelingen resulteerde in de Zoen van Delft. Zowel Jacoba als Filips waren tevreden over zijn rol als bemiddelaar. De gravin noemden hem in 1429 haar 'getrouwen biechtvader' en de graaf schonk hem en twee andere secretarissen samen 1500 schilderijen voor hun verdienstelijkheid.
Hij diende in 1428 onder Filips de Goede als onbezoldigd raadsheer en werd aangesteld als registerklerk van de Kanselerij. In 1430 was hij prior te Haarlem en "droeg veel bij de bloei van zijn klooster". Tussen 1435 tot 1443 was hij Raad in het Hof van Holland. In 1437 werd hij voor zijn rol als arbiter tussen de abt van Middelburg en Jan II van Egmont de "grote prior" genoemd. Sinds 1438 wijdde hij zich aan de stichting van het dominicanessenklooster te Westroyen bij Tiel.
Johannes voerde een familiewapen met drie jachthoorns, een symbool dat ook terug te zien is in het regentengeslacht Van Neck.